# 無料公共交通

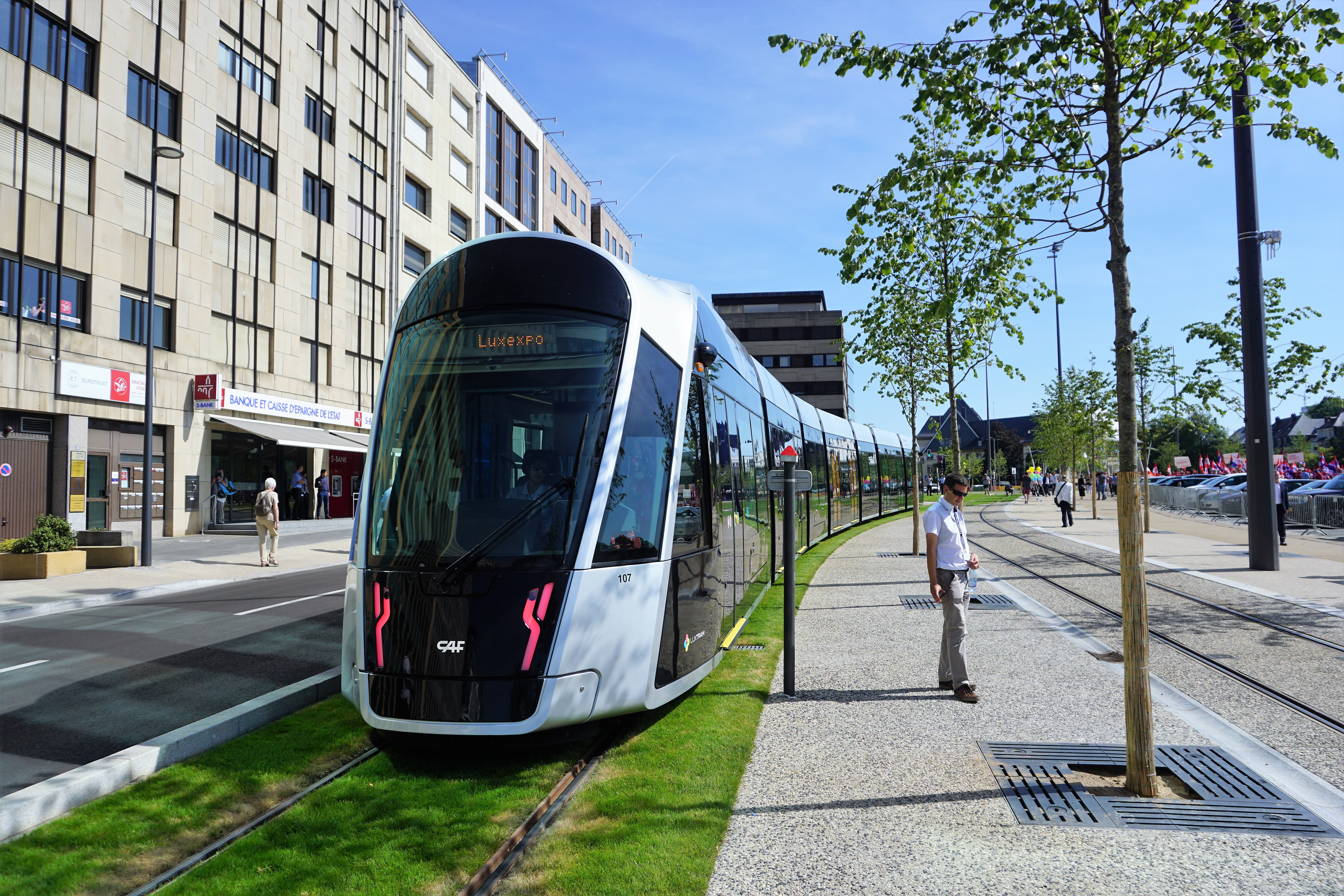
2020年、ルクセンブルクは全土で公共交通を無料化をした最初の国となった。

無料公共交通（むりょうこうきょうこうつう、Free public transport）は、運賃無料公共交通またはゼロ運賃公共交通とも呼ばれる公共交通。
乗客から運賃を徴収する以外の手段で資金が賄われるが、国または地方自治体からの税金、あるいは企業からの提供で資金が賄われる場合がある。「無料」は、利用者による支払いを伴う場合がある無料アクセスカード(no-fare access via a card)など、他の形態をとる場合もある。
後述の導入都市例に見られるように、渋滞対策、社会福祉、社会経済対策、大気汚染対策、災害/雪害対応、認知向上などその目的は多様であるが、財源確保は容易ではなく議論も多い。
また、米国の調査では無料化により望ましくない乗客を引き寄せてしまうといった弊害も指摘されている一方、人口を増やし税収増に繋がったエストニアの事例もある。
日本では、公共交通の運賃負担率が高く、収益事業とみなされているため、導入は一部に留まる。
ルクセンブルクは2020年2月29日、世界で初めて国内の全公共交通（バス、路面電車、電車）を無料化した。  2022年10月1日、マルタではルクセンブルクとは異なり、居住者のみほとんどの路線で公共交通が無料となる。
交通路線の中には、サービス開始時に、関心を高めたり、運行をテストするために、導入期間中は運賃を無料にする場合もある。

## 無料の種類

### 都市全体への適用

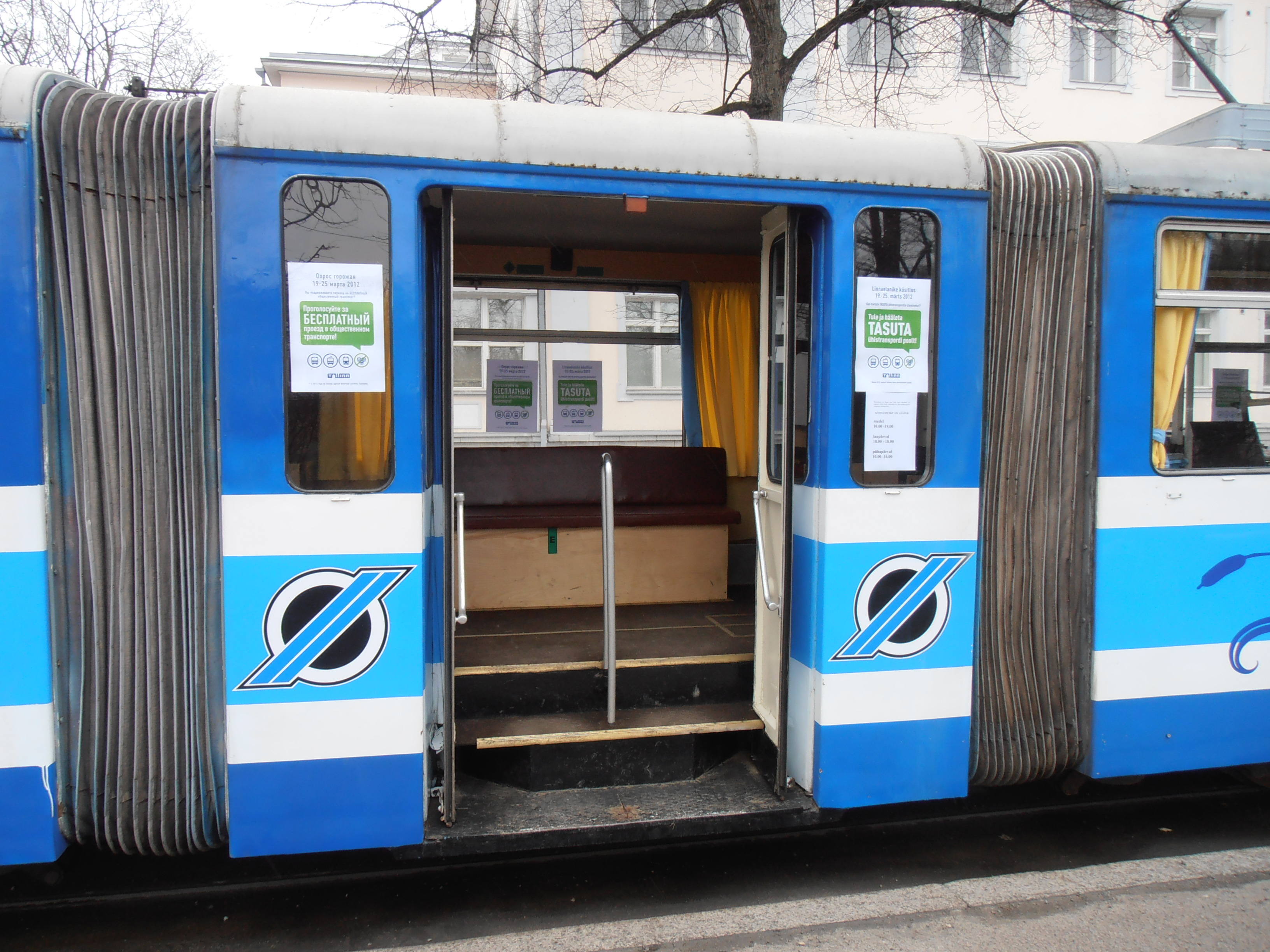
タリンの住民は2012年3月24日に公共交通の無料化に関する市民投票をした。投票所は歴史ある路面電車ゴータG4-61の中に設けた。

ヨーロッパの中規模都市や世界中の多くの小規模都市では、公共交通網を無料化している。ベルギーのハッセルト市は注目すべき例とされる。1997年に運賃が廃止され、2006年までに利用者数は13倍に増えた。 人口42万人以上のエストニア首都タリンは、2013年に住民投票の結果を受けて公共交通を無料化した。
アメリカのワシントン州では、大規模な州全体の交通政策により、14の地方交通が恒久的にまたは2020年代に試験的に無料化している。 2022年9月以降、18歳以下の乗客は、州内ほとんどのローカルおよび都市間交通で無料である。州が運行する都市間アムトラックの列車やワシントン州フェリー(Washington State Ferries)も含まれている。.
ウクライナのハリコフは2022年に全員無料の公共交通を導入。同都市の人口142万人は無料公共交通を備えた世界最大の都市である。
2025年に人口が138万人にもなるベオグラードは、郊外交通が無料となっている。

### 地域のサービス
その都市全体での無料化よりも、地域的な無料シャトルバスや都心部循環バスのそれが一般的である。多くの場合、交通網のボトルネック緩和や不足を埋めるために、市によってバスや路面電車が無料化される。
無料の交通機関は、病院や大学キャンパス、空港ターミナル間シャトルなど、公共施設内でのサービス運行に多い。
大規模な交通施設建設を避けるため、無料サービスの交通を導入こともある。船舶を下に通すため橋の建設が大規模になってしまう港湾都市では、代わりに無料渡船が運航される場合がある。建物やショッピングセンター内に設置された移動用設備は「無料交通機関」と見なすことができる。エレベーター、エスカレーター、動く歩道は、多くの場合、施設所有者によって提供され、商品やサービスの売上によって資金が調達される。短期間の公共利用のために無料の自転車を提供する自転車シェアリングも、無料交通機関と考えられる。
オーストラリアでは、メルボルンとアデレードの中心業務地区に無料の路面電車ゾーンがあり、自動車通勤者が市の中心部で自動車を利用しないことを奨励している。
無料交通機関の一般的な例は通学輸送である。ウィスコンシン大学スティーブンスポイント校はスティーブンズポイント交通(Stevens Point Transit)に資金を提供している。学生は全員、市内を走るキャンパス内の4つの路線と、他の4つのバス路線を無料で利用できる。また、飲酒運転を減らすために、ダウンタウンの無料深夜バス２路線にも資金を提供している。ノッティンガム大学は、バス会社が直行路線を持たないユニバーシティパークとジュビリー、サットンボニントン、ロイヤルダービー病院(Royal Derby Hospital)の各キャンパス間を結ぶ無料のホッパーバスを運行している。乗客が乗車時に大学IDをタップする必要があり、一般の人は乗車できない。
一部の地域では、政府や企業のサービスとして運賃の一部が支払われ、輸送が無料となっている（例えば、モスクワのBMO鉄道は、大部分がサービス輸送であり、乗客をピックアップしている）。
多くの大規模遊園地では、広大な駐車場や遠隔地までトラムが運行されている。カリフォルニア州アナハイムのディズニーランドでは、入口から駐車場を横切り、通りを渡ったホテル、そしてオレンジカウンティ(Orange County)とロサンゼルスの路線バスのバス停までトラムを運行している。カリフォルニア州バレンシアのシックス・フラッグス・マジック・マウンテンでは、駐車場全域でトラムが運行している。
2017年7月、ドバイは短期間、無料バスサービスを提供すると発表した。
アメリカ合衆国北西部では、いくつかの部族政府が、Muckleshoot、Spokane, 、Umatilla、Yakama Indian Reservations.などの居留地で無料のバスサービスを提供している。, 

### 緊急救援
自然災害、パンデミック、その他の地域規模の緊急事態が発生した場合、一部の交通機関では無料交通サービスを提供することがある。

#### アメリカ合衆国
ソノマ・マリンエリア鉄道 通勤鉄道は、2017年のタブス火災(Tubbs Fire)と2019年のキンケード火災(Kincade Fire)の際に、代替交通手段を必要とする人々のために一時的に無料サービスを提供した。
セントラルオハイオ交通局(Central Ohio Transit Authority)やKing County Metro,などの機関では、降雪の緊急時には路上の車両数を減らすために無料の公共交通を提供している。

#### COVID-19 パンデミック
COVID-19パンデミックの間、ウイルス伝染の懸念を和らげるため、利用者と従業員の接触を防ぐ、または車両後部ドアからの乗降のために、いくつかの交通機関が運賃収受を一時停止した。実施できたのは、運賃回収率(farebox recovery ratio)が低い小さな都市で、収入に影響が少ないためだ。パンデミック中の運賃徴収と地理的・人口統計学的な変化が調査され、調査対象の公共交通263機関のうち63.5％が運賃徴収を停止し、サンフランシスコ、ロサンゼルス、シアトル、ニューヨーク市などの都市中心部で一般的であり、北西部の州では顕著ではなかった。

## 利点

### 運行上のメリット
交通事業者は、乗車時間と停車時間の短縮により、迅速な運行ダイヤが可能になる。車外乗車券販売や最新の電子運賃収受システムなど、他の方法でも実現可能であるが、無料輸送は設備費や人件費を削らす。
カスタマーハラスメント軽減への期待もある。2008年、エソンヌ県の自動車輸送会社（STA）のバス運転手たちは、カスハラの90%は運賃支払いの拒否に関連していると主張し無料運賃の導入を要求してストライキを実施した。
チリのサンティアゴで実施されたランダム比較試験では、公共交通の無料化で全体の移動が12%増え、特に公共交通と自動車以外の移動が増えオフピーク時の移動が23%増えた。
一部の無料交通サービスは、ショッピングモールの出店者など民間企業が資金提供しており、歩行者数の増加や移動の利便性向上による売上やその他の収益の増加が期待されている。雇用主は、従業員への福利厚生、または地方自治体との渋滞緩和協定の対応に、無料シャトルを運行することがよくある。

### コミュニティへの利点
無料交通は、低所得者層にとってアクセスしやすく公平な交通システムとなる。その他の利点は、公共交通に一般的に認められている利点と同じである。
- 道路交通は、渋滞の緩和、平均道路速度の向上、交通事故の減少、駐車の容易化、道路の損耗の減少による節約などの恩恵を受けることができる。
- 特に貧困層や低賃金労働者の公共アクセスの向上は、社会統合(social integration)、企業、求職者の朗報となリえる。
- 道路交通による大気汚染や騒音公害の減少など、環境と公衆衛生の向上

ストロード＆ベキット（2023）による無料公共交通（FFPT）研究における包括性のギャップに関する研究結果：ストロードとベキット（2025）によるFFTP研究の調査によると、人口の非支配的グループを考慮している研究は全体のわずか25％のみで、FFPTが疎外されたコミュニティに与える影響が見えていないことが明らかになった

### 全世界的な利点
無料公共交通の全世界的な利点は、公共交通全般の利点と同様である。自動車は1マイル走行するごとに平均1ポンドのCO2を排出し、不凍液など、他の汚染物質も排出する。
公共交通は車両の走行台数を減らし、排出量を減らす。無料公共交通により自動車の使用が抑制されれば、地球温暖化と石油枯渇(oil depletion)の問題を緩和できる。

## 欠点
米国の大規模自治体いくつかは無料制度を試みてきたが、多くは失敗したと政策立案者から判定された。2002年の国立交通研究センターの報告書によると、公共交通の利用者数は増加する傾向にあるものの、いくつかのデメリットも示唆されている。
- 破壊行為の増加により、警備や車両のメンテナンス費用が増加する
- 大規模な交通システムでは、追加資金が提供されない限り、大幅な収入不足に陥る
- 運賃収受に関するクレームはなくなったが、運転手の苦情と離職率は増えた。
- 全体的にサービスが遅くなる（運賃収受の時間は短縮されるが、増便しなければ混雑し効果が打ち消される傾向がある）
- 定時運行率の低下

報告では、全体的に利用者数は増加するものの、車ではなく公共交通の利用を促すという目標は必ずしも達成されていないことを示唆している。無料は一定数の「問題のある乗客」を引き寄せる傾向がり、一部の「優良」乗客を車に戻してしまう悪影響の恐れもある。研究は米国の都市のみを対象としたものであり、著者の結論は、調査対象となった米国の大都市よりも社会保障が充実し、犯罪率が低い他の国では必ずしも当てはまらない。

## 無料運賃の交通機関がある国
- ルクセンブルクは、全世界ですべての人々に無料の公共交通（路面電車、列車、バス）を提供した最初の国である。2020年2月29日以降、列車のファーストクラスを除き、国内すべての公共交通が無料となっている[29][30]。
- エストニアは完全な運賃無料を目指している。エストニアでは、各地方が公共交通の無料化を認められている。2018年から2024年の間、15郡のうち11郡でバスが無料された。首都タリンでは、2013年から地元住民は公共交通が無料された[31][32]。  2024年1月時点で、各郡における無料施策はほぼ廃止されているが、19歳までと63歳以上の人は引き続き無料である[33]。
- マルタは2022年10月1日から全居住者の運賃が無料になった[34]。
- 英国全土で高齢者(スコットランド、ウェールズ、北アイルランド、グレーター・ロンドン)[35][36][37]では60歳以上、イングランドでは国民年金受給年齢）を対象にバスの無料乗車規定がある。スコットランド政府も2022年1月31日から22歳未満の人は全国でバスが無料であり、またスコットランドでは視覚障害者は鉄道とフェリーが無料である[38][39]。高齢者用パスはグレーター・ロンドン、ウェールズ、北アイルランドの鉄道と地下鉄にも適用される。
- ルーマニアでは、大学進学前のすべての学生が、バス、地下鉄、国際列車を含む公共交通が無料である。大学生は、国際列車の個別乗車券または都市間定期券の50%割引のみの選択肢となる。[40]
- オランダでは、オランダ国籍を持つ学生は、全国の電車、路面電車、バス、地下鉄などの公共交通が無料である。専門大学や総合大学に在籍する学生は、学習開始後10年以内に学位を取得する必要があり、できない場合は、運賃を返還する必要がある。[41][42]
- スペイン全土で、2022年9月1日から12月31日まで、通勤列車と中距離路線（300キロメートル（190マイル）未満）のすべての複数回乗車券が無料になった[43]。
- ハンガリーの国鉄MÁVは2024年3月以降、65歳以上と14歳以下の乗客は交通費を無料とし、 Volánbusz社のバスも無料である[44]。

## 日本の無料公共交通

### 通年無料
- 東京都 日の丸自動車興業 企業協賛による資金提供で無料運行されている[45][46]
  - 丸の内シャトル 大手町・丸の内・有楽町地区を結ぶ
  - メトロリンク日本橋 八重洲、京橋、日本橋地区を結ぶ、無料巡回バス
  - メトロリンク日本橋Eライン 東京駅八重洲口～浜町・人形町・兜町エリアを結ぶ無料巡回バス
- 石川県は2019年6月11日より、珠洲市外に居住し石川県立飯田高等学校に通学する生徒のバス通学定期を全額補助し、負担無しで利用できるようにした[47]。
- 石川県・珠洲市
  - 2022年3月28日より、市営無料バス(すずバス)を運行[48]。
  - 2024年4月1日より、珠洲市民を対象に北鉄奥能登バスが運行する転換バスの無料乗車券を発行し、市内に限り無料で乗車できる[49]。
- 鳥取環境大学生は鳥取駅-環境大学前-若桜車庫間を、学生証を提示するだけで乗車することができる。日本交通 (鳥取県)と「公共交通の活用に関する協定」が結ばれ、土、日、祝日のほか春期・夏期・冬期休業など学生休業日には、日本交通が運行する鳥取県東部地区の全路線（くる梨、ループ麒麟獅子は除く）に学生証を提示するだけで乗車することができる。[50]

### 限定日無料
- 島根県・一畑電車 2012年より地元への感謝を込めて全線無料とする「一畑電車感謝祭」を毎年開催[51]。
- 東京都・東急電鉄 池上線が開業90周年に知名度向上を狙い、2017年10月9日に「池上線フリー乗車デー」1日中全線無料で乗り放題（首都圏の鉄道で初）[51]延べ利用者数は56万9千人で平常時に比べ約3.7倍となり沿線も賑わった[51][52]。
- 川崎鶴見臨港バスは創立80周年に「運賃無料デー」を2017年11月19日に開催[51][53]。
- 島根県・松江市 2017年より、利用促進を狙い「路線バス・一畑電車小学生以下無料乗車イベント」を開催。高速バスや一部路線を除く松江市営バス、一畑バス、松江市コミュニティバス、一畑電車（全線）の小学生以下は乗車無料で毎年開催[54]。
- 岡山県・両備バス西大寺線、岡山電軌路面電車の各労働組合は2018年4月26日に競合路線の新設に抗議して集改札ストを実施し運賃徴収を停止した結果、無料運行となった[55]。
- 熊本県・九州産交バス 2019年9月14日、熊本市内の桜町バスターミナルリニューアルと商業施設 SAKURA MACHI Kumamotoグランドオープン当日の施設周辺の渋滞回避と認知を兼ね、「熊本県内バス・電車無料の日」キャンペーンを実施。空港往復便（リムジンバス、直行便）、土曜運休便、県外乗入れ便、およびJR、肥薩おれんじ鉄道、南阿蘇鉄道、くま川鉄道を除く、県内ほぼすべてのバス、市電・電鉄が対象。特定の施設発着に限らず、始発便から最終便まで県下全域にて、複数社間の公共交通機関が連携する実施規模は、国内でも例のない取り組みとなった[56]。
- 熊本市 2022年12月24日に「バス・電車無料の日」として熊本市内を一部でも通過するバス・電車（JR除く）を無料にした。以後、2023年3月18日、2024年12月21日に開催している[57]。
- 札幌市 札幌市電の需要喚起として
  - 終日無料とする「路面電車無料デー」を2022年12月に複数回実施[58]
  - 2022年12月24日から2023年03月31日に路面電車沿線周遊チケット（1乗車無料）を配布
- 滋賀県・近江鉄道
  - 2022年10月16日近畿圏初の「全線無料デイ」を実施し、通常の13倍3万8千人の利用となった[59]。
  - 翌年からはガチャフェスとして一人一日100円[60]となっている。
- 広島県・福山市 市内発着のバス路線が無料で利用できる「路線バス運賃無料ウィーク」を実施し約1.6倍とな延べ7万3194人が利用[61]。

## 地域全体で無料運賃の交通機関がある町と都市一覧

### 欧州
| 町/都市                                         | 人口                           | 交通事業者                                               | 開始年                                       | 期間 | 内容 |
| ----------------------------------------------- | ------------------------------ | -------------------------------------------------------- | -------------------------------------------- | --- | --- |
| モース島                                        | 19,734                         | モーソ市                                                 | 2009                                         | 2009年以降                                                                                              | 主に学生が利用していた市町村内のバス利用者全員を無料化。 |
| レス島                                          | 1,759                          | レス市                                                   |                                              | | 無料の電気バス（自転車やベビーカーを持ち込む場合は少額の料金がかかる） |
| Ærø                                             | 5,948                          | エロ市                                                   |                                              | | 無料Wi-Fi、自転車持ち込み可、犬の同伴可 |
| カスカイス                                      | 206,479                        | モビ・カスカイス                                         | 2020                                         | 2020年1月2日以降                                                                                        | カスカイス市に登録されている住民、学生、労働者は公共バスが無料。カスカイスはポルトガルで最初に運賃無料を導入し、同国で4番目の大都市である。 |
| カオール                                        | 20,447                         | レイナル航海                                             | 2019                                         | 2019年11月2日以降                                                                                       | |
| オランダ                                        |                                | 政府                                                     | 1991                                         | Since 1991年以降                                                                                        | オランダ全土の学生向け公共交通（StudentenreisproductまたはOV-studentenkaart）が無料である。平日は無料、週末は40%割引、またはその逆を選択できる。 |
| ヴォロネジ州 ヴォロネジ                         | 1,032,382                      | 自治体                                                   | 2003                                         | 2003–2013                                                                                               | 無料バスが30分ごとに運行。(Нの文字で表示) |
| モスクワ スコルコヴォ                           | N/A                            | ODAS Skolkovo + Mosgortrans                              | 2012                                         | 開業時以降                                                                                              | ローカルバスが無料、鉄道駅まで運行される（2019年から、平日、遅延あり）。オーシャンまたはベガスを経由しない限り、長距離路線は有料となる。 |
| チェリャビンスク州 ミアス                       | 151,387                        | 自治体                                                   | 1991                                         | 2002年まで                                                                                              | 無料のトロリーバスとバス |
| ジブラルタル                                    | 29,500                         | 州                                                       | 2011                                         | 2011年5月より                                                                                           | 居住者と労働者のみ無料。観光客は有料 |
| マニゼス                                        | 30,478                         |                                                          |                                              | | |
| マルベーリャ                                    | 150,000                        | 自治体                                                   | 2019                                         | 2019年以降                                                                                              | 登録市民のみ無料 |
| ノヴァ・ゴリツァ                                | 31,000                         |                                                          | 2006                                         | 2006年以降                                                                                              | |
| サモコフ                                        | 27,000                         |                                                          | 2006                                         | 2006年以降                                                                                              | |
| Stamboliyski                                    | 12,000                         | 自治体                                                   | 2019                                         | 2019年以降                                                                                              | |
| スタヴァンゲル                                  | 146,011                        | 自治体                                                   | 2023                                         | 2023年以降                                                                                              | |
| ハッセルト                                      | 72,000                         | De Lijn                                                  | 1997                                         | 1997年7月1日以降                                                                                        | 1996年から2006年にかけて乗客数は1,300%増加。2013年にハッセルト市は大人向けの無料バスを廃止したが、19歳未満の乗客は引き続き無料。 |
| デュフェル                                      | 17,385                         | De Lijn                                                  |                                              | | 1回の乗車のみ有効 |
| Ingelmunster                                    | 10,928                         | De Lijn                                                  | 2017                                         | 2017年以降                                                                                              | 新しい橋の建設により町の両側の移動が不可能になり、無料の公共交通が提供された。 |
| モンス                                          | 92,000                         | TEC Hainaut                                              | 1999                                         | 1999年7月1日以降                                                                                        | |
| ウェスト・ミッドランズ                          | 2,953,816                      | ウェストミッドランズのすべてのバス運行会社               | 2024                                         | 2024年12月9–13日                                                                                        | 午後7時から午前3時までウェストミッドランズのバス区域内で乗車無料 |
| Avesta Municipality                             | 21,000                         | Dalatrafik                                               | 2012                                         | 2021年まで                                                                                              | 運営コストの増加により終了 |
| キルナ                                          | 18,090                         |                                                          | 2011                                         | 2011年から2012年12月まで                                                                                | [ 68 ] |
| Övertorneå                                      | 2,000                          |                                                          |                                              | | 地方自治体であり、路線バス70kmが無料 |
| ベウハトゥフ                                    | 56,973                         | Miejski Zakład Komunikacji Sp. z o.o.                    | 2015                                         | 2015年5月28日以降                                                                                       | 全利用者無条件で無料 |
| ジョルィ                                        | 62,625                         |                                                          | 2014                                         | 2014年5月1日以降                                                                                        | 全利用者無条件で無料 |
| ルビン                                          | 72,951                         |                                                          | 2014                                         | 2014年9月1日以降                                                                                        | 全利用者無条件で無料 |
| Olkusz                                          | 36,122                         |                                                          | 2013                                         | 2013年9月1日から 2014年12月31日まで                                                                     | 市町村に登録された自動車所有者のみ無料 |
| オストロウェンカ                                | 52,337                         |                                                          | 2017                                         | 2017年10月28日以降                                                                                      | 全利用者無条件で無料 |
| ルゴジ                                          | 37,700                         |                                                          | 2013                                         | 2013年7月1日以降                                                                                        | |
| クルジュ＝ナポカ                                | 411,379                        |                                                          | 2021                                         | 2021年7月18日以降                                                                                       | 毎週金曜日は路面電車とバスが無料 |
| プロイェシュティ                                | 201,226                        | TCE S.A.                                                 | 2014                                         | 2014年3月31日以降                                                                                       | 月収3,000ルーマニア・レイ(約670ユーロ)以下の市内居住者に限定給付 |
| アラド                                          | 145,078                        | CTP Arad S.A.                                            | 2023                                         | 2023年7月7日以降                                                                                        | 毎週金曜日は路面電車とバスが無料 |
| Ilioupoli                                       | 78,153                         | Municipality                                             |                                              | | 全利用者の交通手段は無料だが、地域バス、具体的には地方自治体のバスに限る |
| アークレイリ                                    | 18,803                         |                                                          | 2007                                         | 2007年1月1日以降                                                                                        | [ 73 ] |
| タリン                                          | 435,245                        |                                                          | 2013                                         | 2013年1月1日以降                                                                                        | 現在、住民に公共交通を無料提供する最大の都市。地域バスは対象外。エルロン通勤列車も市内では無料 タリンは、無料公共交通を住民に提供した最初の首都。 |
| ケイラ                                          | 9,873                          |                                                          | 2013                                         | 2013年2月以降                                                                                           | |
| Türi                                            | 6,174                          |                                                          |                                              | | [ 75 ] |
| Lübben                                          | 14,500                         |                                                          |                                              | 停止中                                                                                                  | ハッセルトの影響 |
| Kelheim                                         | 122,258                        | VLK                                                      | 2021                                         | 2021年10月以降                                                                                          | 2021年11月よりケルハイム郡内で無料バス運行 |
| Templin                                         | 16,500                         |                                                          |                                              | 停止中                                                                                                  | |
| アウスブルク                                    | 295,135                        | SWA                                                      | 2020                                         | 2020年1月1日以降                                                                                        | 「シティゾーン」と呼ばれるダウンタウンのゾーン内では公共交通が無料 |
| エアランゲン                                    | 116,562                        | ESTW                                                     | 2024                                         | 2024年1月1日以降                                                                                        | 都心部のバスは全利用者無料 |
| en:Monheim am Rhein、 en:Langenfeld (Rheinland) | 46,072 + 60,926                |                                                          |                                              | | en:Monheim am Rhein、 en:Langenfeld (Rheinland)、デュッセルドルフ・ヘラーホーフの市街地にある全バスとライトレールS6およびS68線が、モンハイム・アム・ラインの住民のみ 無料 |
| Senec                                           | 19,900                         | MAD Senec                                                | 2013                                         | Since 1 November 2013年10月1日以降                                                                      | 2018年4月1日より、市内交通には2つのバス路線がある。COVID-19パンデミックのため、9月1日まで一時運休 |
| オーバーニュ                                    | 42,900 (当該地域では100,000人) |                                                          | 2009                                         | 2009年5月15日以降                                                                                       | オーバーニュ路面電車は、世界で最初の完全無料の路面電車システムと考えられている |
| バル=ル=デュック                                | 15,700                         |                                                          | 2008                                         | 2008年9月1日以降                                                                                        | |
| ブローニュ=ビヤンクール                         | 110,000                        |                                                          | 1992                                         | 1992年以降                                                                                              | |
| カストル                                        | 62,500                         |                                                          | 2008                                         | 2008年10月以降                                                                                          | |
| シャトールー                                    | 47,127                         |                                                          | 2001                                         | 2001年以降                                                                                              | |
| コロミエ                                        | 28,538                         |                                                          | 1971                                         | 1971年以降                                                                                              | フランス初の無料公共交通を導入した地域で、現在も運行 |
| コンビエーニュ                                  | 40,028                         |                                                          | 1990s                                        | 1990年代以降                                                                                            | [ 78 ] |
| ダンケルク                                      | 91,000                         | Municipality                                             | 2015年：週末無料運行、2018年秋：フルサービス | | |
| フィジャック                                    | 9,900                          |                                                          | 2003                                         | 2003年から2009年まで                                                                                    | |
| イスーダン                                      | 13,500                         |                                                          | 1989                                         | 1989年以降                                                                                              | サービス名(Transport Issoudun Gratuit)に無料券が付いている。ある曜日の午後のみ運行 |
| リブヌル                                        | 23,000                         |                                                          | 2009                                         | 2009年1月1日から2010年8月1日から全員に                                                                  | |
| マノスク                                        | 22,200                         |                                                          | 2010                                         | 2010年1月1日以降                                                                                        | |
| Niort                                           | 122 000                        | Niortais の集積コミュニティ                              | 2017                                         | 2017年9月1日以降                                                                                        | |
| ヴィトレ                                        | 15,313                         |                                                          | 2001                                         | 2001年春以降                                                                                            | フランスの都市圏初 |
| カターニア                                      | 315,000                        | Amt, カターニア地下鉄、Università degli Studi di Catania | 2018                                         | 2018年4月10日以降                                                                                       | 地元の大学生全員が地下鉄とバス路線無料 |
| en:Třeboň                                       | 8,700                          | ČSAD Jindřichův Hradec a. s.                             | 2002                                         | 2002年から2002までと、 2007年から2008年まで                                                             | イジー・ホデク市長 (KDU-ČSL)の指揮下で、米国のスクールバスの影響を受けて、市内の交通機関にバス路線（340300番）が1つだけある。 |
| プラハ                                          | 1,285,000                      | 多数(第一に Dopravní podnik hl. m. Prahy)                | 2002                                         | 2002年から2008年頃まで、 そして2002年8月25日 、ヴルタヴァ川の洪水(Vltava flood)とプラハ地下鉄の浸水の間 | スモッグやその他の緊急時にも使用される(まれに使用される場合があり、1996～1997年には2日間、1992～1993年には4日間) |
| en:Hořovice                                     | 6,800                          | Probo Trans Beroun s. r. o.                              | 2008                                         | 2008年3月以来                                                                                           | 市内交通機関にはバス路線が1つだけある（210009番、別名C09またはC9） |
| Valašské Meziříčí                               | 27,300                         | ČSAD Vsetín a. s.                                        | 2009                                         | 2009年6月14日から2009年7月14日まで、また2017年                                                          | 市内交通には5つのバス路線がある |
| Přelouč                                         | 9,000                          | Veolia Transport Východní Čechy a. s.                    | 2009                                         | 2009年12月1日から2010年3月6日まで                                                                       | 新設された市バス第1路線（665101番）の初値 |
| フリーデク=ミーステク                           | 58,200                         | ČSAD Frýdek-Místek a. s.                                 | 2011                                         | 2011年3月27日以降                                                                                       | 365日間有効なチップクーポン(ただし、チップカードの料金は299コルナ、延長料金は1コルナ)のみで、利用者は市への債務者でないことが必要。利用者数は2010年の380万人から2013年には570万人に増加した。2014年からは、次の18の村や町への地域バス路線が無料で利用できる。サービス提供地域の人口は10万人。公共交通の無料利用に使えるチップカードの利用者は2万5千人 |
| Strakonice                                      | 22,900                         | ČSAD STTRANS a. s.                                       | 2018                                         | 2018年1月1日以降                                                                                        | 2017年には、高齢者、子供、26歳までの学生は市バスの乗車料金が無料。2018年からは市街地内のみで無料(市外の区間は引き続き有料) |
| Lovosice                                        | 8,700                          | BusLine a. s., renamed to TD BUS a.s.                    | 2018                                         | 2018年1月28日以降                                                                                       | 唯一のバス路線558001番は10年前の2008年1月28日に運行を開始 |
| リトムニェジツェ                                | 24,000                         | BusLine a. s., renamed to TD BUS a.s.                    | 2018                                         | 2018年5月1日以降                                                                                        | 2つのバス路線 |
| Říčany                                          | 12,400                         | ČSAD Benešov a. s. (ICOM group)                          | 2018                                         | 2018年9月3日以降                                                                                        | 3路線（黄色、赤、青）のインターバル路線と3路線（Š1、Š2、Š3）、免許番号289001～289006。平日のみ運行。Prague Integrated Transport の旧路線は引き続き有料 |
| コリーン                                        | 33,289                         | Okresní autobusová doprava Kolín, s.r.o.                 | 2023                                         | 2023年1月1日以降                                                                                        | |
| トースハウン                                    | 20,000                         | Tórshavn City Council                                    |                                              | | 6つの異なるバス路線 |
| ヤゴディナ                                      | 76,712                         | City                                                     | 2019                                         | 2019年1月以降                                                                                           | また、ヤゴディナ市とつながりのあるヤゴディナ周辺の52の村や集落も含まれる |
| クルィヴィーイ・リーフ                          | 603 904                        | Municipality                                             | 2022                                         | | 市電, メトロトラムとトロリーバスを含む |
| Kharkiv                                         | 1,421,125                      | Municipality                                             | 2022                                         | | Iハルキウ市電,、 ハルキウ地下鉄、トロリーバスを含む |
| Belgrade                                        | 1,197,714                      | City                                                     | 2025                                         | Since 1 January 2025                                                                                    | 無料の交通機関。ベオグラード首都圏内のすべての公共交通が含まれる |

### アジア
| 町/都市                                          | 人口                                   | 交通事業者                         | 開始年             | 期間 | 内容 |
| ------------------------------------------------ | -------------------------------------- | ---------------------------------- | ------------------ | ---- | --- |
| サヤノシュシェンスカヤダム, ハカス共和国, ロシア | 9,000                                  | トラムはダムのスタッフによって整備 |                    |      | 運賃無料は誰にとっても公式である（税金が収入よりも高くなるため、法的にはサービスライン）                                                                                     |
| ジャカルタ, インドネシア                         | 10,770,487                             | TransJakarta                       | 2016年             |      | 市内観光バスを含む9つの無料バス路線 |
| クアラルンプール, マレーシア                     | 1,790,000                              | SKS Bus                            | 2012年8月31日      |      | Go KL City Bus |
| ニューデリー, インド                             | 20,000,000（9,000,000人の女性をケア）  | 州政府                             | 2019               |      | 女性向け無料バスサービス |
| テルアビブ地区, イスラエル                       | 1,350,000                              | Na'im Busofash                     | 2019年10月22日以降 |      | グッシュ・ダン の 6 つの自治体の公共交通(キリヤット・オノ 、en:Ramat HaSharon、 テルアビブ、 en:Yehud-Monosson、 en:Shoham)で週末に利用できる無料公共交通関                  |
| ティベリア, イスラエル                           | 41,300                                 | Tiberias city council              | 2019               |      | 土曜日に運行するバス路線1本 |
| 華城市, 大韓民国                                 | 934,441                                | Hwaseong city                      | 2020               |      | 子供、若者、高齢者向けの無料バスサービス |
| バンコク, タイ王国                               | 8,249,000                              | several                            |                    |      | 一部のバス路線では、エアコンのない古いバスが運行されている（運賃もバスの年式や設備によって異なる）。また、新しい公共地下鉄路線でも数ヶ月間、同様の状況が何度も発生している。 |
| Ovacık, トルコ                                   | 6,998                                  | オヴァジュク市                     | 2014               |      | 市営バスはすべて無料 |
| トゥンジェリ, トルコ                             | 38,429                                 | トゥンジェリ市                     | 2019               |      | 民営バスが運行されていない3つの地域では無料 |
| タミル・ナードゥ州, インド                       | 72,147,030（女性36,009,055人に関わる） | 州政府                             | 2021               |      | 女性向けの無料の地下鉄とバスサービス |

### アメリカ大陸

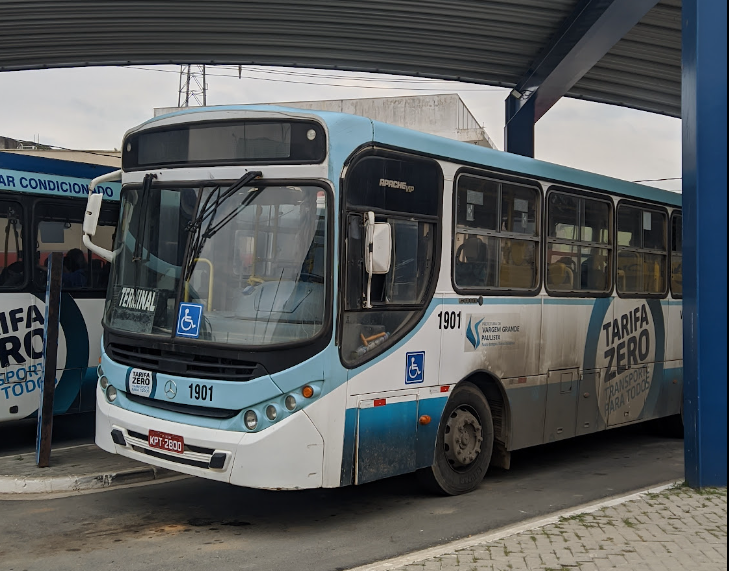
ブラジル ヴァルジェム・グランデ・パウリスタの無料公共交通バス

| 町/都市                                       | 人口    | 交通事業者                           | 開始 | 期間              | 内容                 |
| --------------------------------------------- | ------- | ------------------------------------ | ---- | ----------------- | -------------------- |
| Agudos, サンパウロ州                          | 36,700  | 地方自治体                           | 2011 | 2011年以降        | [ 92 ] [ 93 ] [ 94 ] |
| en:Ivaiporã, パラナ州                         | 31,812  | 地方自治体                           | 2011 | 2011年以降        | [ 92 ] [ 93 ] [ 94 ] |
| Porto Real, リオデジャネイロ州                | 16,574  | 地方自治体                           | 2011 | 2011年以降        | [ 92 ] [ 93 ]        |
| en:Potirendaba, サンパウロ州                  | 15,449  | 地方自治体                           | 1998 | 1998年以降        | [ 95 ]               |
| バウリニア, サンパウロ州                      | 86,800  | 地方自治体                           | 2013 | 2013年以降        | [ 96 ]               |
| en:Maricá, Rio de Janeiro, リオデジャネイロ州 | 146,549 | Empresa Pública de Transportes – EPT | 2014 | 2014年以降        | [ 97 ]               |
| en:Muzambinho, ミナスジェライス州             | 21,975  | 地方自治体                           | 2011 | 2011年以降        | [ 98 ]               |
| en:Pitanga, Paraná, パラナ州                  | 32,645  | 地方自治体                           | 2012 | 2012年以降        | [ 99 ]               |
| Silva Jardim リオデジャネイロ州               | 21,307  | 地方自治体                           | 2014 | 2014年2月15年以降 | [ 100 ]              |
| en:Vargem Grande Paulista, サンパウロ州       | 48,720  |                                      | 2019 | 2019年以降        | [ 101 ]              |

#### カナダ
| Town/City                     | Population | Operator                      | First Year | Duration | Notes   |
| ----------------------------- | ---------- | ----------------------------- | ---------- | -------- | ------- |
| en:Candiac, Quebec            | 21,000     |                               | 2014       |          |         |
| en:Canmore, Alberta           | 13,000     | ROAM                          | 2019       |          | [ 102 ] |
| Cold Lake, Alberta            | 15,000     | Cold Lake Transit             |            |          | [ 103 ] |
| en:La Prairie, Quebec         | 23,000     |                               | 2014       |          |         |
| モントランブラン (ケベック州) | 10,000     | Mont-Tremblant Public Transit | 2019       |          | [ 104 ] |
| オレンジビル (オンタリオ州)   | 30,700     | Orangeville Transit           | 2023       |          | [ 105 ] |
| en:Sainte-Julie, Quebec       | 30,000     |                               | 2014       |          |         |
| en:Saint-Philippe, Quebec     | 5,500      |                               | 2014       |          |         |

#### アメリカ合衆国
| Town/City                                                                      | Population | Operator                                                                    | First year | Duration                  | Notes |
| ------------------------------------------------------------------------------ | ---------- | --------------------------------------------------------------------------- | ---------- | ------------------------- | --- |
| アルバカーキ                                                                   | 564,559    | ABQ RIDE                                                                    | 2022       |                           | [ 106 ] |
| アレクサンドリア                                                               | 159,467    | DASH (bus)                                                                  | 2021       |                           | [ 107 ] |
| アセンズ                                                                       | 126,913    | Athens Transit                                                              | 2021       |                           | [ 108 ] |
| en:Avon, Colorado                                                              | 6,115      | en:Avon/Beaver Creek Transit                                                | 2021       |                           | [ 109 ] |
| ブーン                                                                         | 17,122     | AppalCart                                                                   | 1981       | 1981年以降                | 町、Appalachian State University ワタウガ郡、州および連邦政府機関からの資金の組み合わせ |
| ボストン, マサチューセッツ州                                                   | 675,647    | several MBTA key bus routes (23, 28, and 29)                                | 2021       | 2021年から2024年まで      | →詳細は「 en:Free public transport in Boston 」を参照 |
| en:Breckenridge, Colorado                                                      | 4,901      | Free Ride Transit System                                                    | 1997       |                           | |
| en:Cache Valley, ユタ州                                                        |            | en:Cache Valley Transit District                                            | 2000       | 2000年以降                | |
| キャンビー, Oregon                                                             | 15,829     | Canby Area Transit                                                          |            |                           | |
| en:Chadron, Nebraska                                                           | 5,488      | City of Chadron                                                             |            |                           | |
| チャペルヒル, カーボロ,、ノースカロライナ大チャペルヒル校、 ノールカロライナ州 | 70,000+    | Chapel Hill Transit                                                         | 2002       | 2002年以降                | チャペルヒル市が運営し、チャペルヒル、カーボロ、ノースカロライナ大学チャペルヒル校にサービスを提供している。納税者と大学の授業料納付者によって支えられている                                                    |
| クララム郡, ワシントン州                                                       | 77,805     | Clallam Transit                                                             | 2024       | １年間試行                | 長距離路線およびHurricane Ridgeシャトルには適用されない |
| Clemson, South Carolina                                                        | 11,939     | Clemson Area Transit                                                        |            |                           | クレムソン大学と周辺地域の協業 |
| en:Commerce, California                                                        | 41,000     | City of Commerce Municipal Bus Lines                                        | 1962       | 1962年以降                | 全交通サービスが無料 |
| コーラルゲーブス                                                               | 42,871     |                                                                             |            |                           | |
| コーバリス                                                                     | 54,462     | Corvallis Transit System                                                    | 2011       | 2011年2月以降             | [ 113 ] |
| デイトン                                                                       | 137,644    | Flyer Shuttle Bus operated by the Greater Dayton Regional Transit Authority | 2018       | 2018年以降                | シャトルバスはデイトンのダウンタウンとデイトン大学を結んでいる |
| デトロイト                                                                     | 639,000    | Q Line operated by the en:Detroit Transport Authority                       | 2017       | 2017年以降                | 北部郊外デトロイト中心部とを結ぶ |
| デトロイト                                                                     | 639,000    | Detroit People Mover                                                        | 2024       | 2024年以降                | スポンサーパイロットプロジェクト |
| エレンズバーグ                                                                 | 20,326     | en:Central Transit                                                          |            |                           | [ 111 ] |
| エメリービル                                                                   | 9,727      | Emery Go Round                                                              |            |                           | |
| フェアファックス                                                               | 24,276     | CUE Bus                                                                     | 2020       | 2026年7月30日まで         | CUEはCOVID-19パンデミックに対応して資金は、バージニア州、フェアファックスバージニア州i、Virginia Department of Rail and Public Transportation.からの助成金により運賃徴収を停止し、それ以降も無料運賃を継続      |
| フォートコリンズ                                                               | 169,810    | Transfort                                                                   | 2020       |                           | COVID-19パンデミック対応で運賃徴収を停止し、その後も継続している。市は2023年1月現在、運賃無料の恒久的な維持を検討                                                                                               |
| グラント郡                                                                     |            | Grant Transit Authority                                                     | 2020       |                           | 2022年に永久無料化 |
| アイランド郡                                                                   | 81,054     | Island Transit                                                              | 1987       | 1987年以降                | |
| ハワイ郡                                                                       | 206,315    | Hele-On Bus                                                                 | 2021       | 2025年中                  | [ 119 ] |
| ジェファーソン郡                                                               |            | Jefferson Transit                                                           | 2024       | 2024年1月以降             | |
| カンザスシティ                                                                 | 301,500    | RideKC buses and KC Streetcar                                               | 2019       | 2019年から2023年まで      | 1回の乗車につき1.50ドル、または月間パスで50ドルだったが、市議会が全会一致でRideKCバスを2023年まで無料にすることを可決し、全米の大都市初の全線運賃無料を導入。KCストリートカーは2016年の運行開始以来、運賃が無料 |
| Ketchum/Sun Valley, アイダホ州                                                 | 3,003      | Mountain Rides                                                              |            |                           | |
| クートニー郡                                                                   |            | Citylink                                                                    |            |                           | [ 122 ] [ 123 ] |
| レバノン                                                                       | 13,151     | Advance Transit                                                             |            |                           | 州と連邦政府の資金援助とDartmouth-Hitchcock Medical Centerおよびダートマス大学からの資金援助を組み合わせた。バーモント州ハノーバーとWhite River Junction, Vermontにもサービスを提供                             |
| ローガン                                                                       | 49,534     | Cache Valley Transit District                                               | 1992       | 1992年以降                | |
| en:Macomb, Illinois                                                            | 20,000     | Go West Transit                                                             | 2006       | 2006年以降                | |
| en:Mammoth Lakes, California                                                   | 8,234      | Eastern Sierra Transit Authority                                            |            |                           | |
| en:Marion, Indiana                                                             | 29,948     | Marion Area Transit System                                                  | 2008       | 2008年以降                | |
| メイソン郡                                                                     | 61,019     | Mason Transit Authority                                                     | 1992       |                           | 郡内路線の運賃 |
| ミズーラ                                                                       | 69,122     | Missoula Urban Transportation District                                      |            |                           | |
| モスコー                                                                       | 25,146     | en:SMART Transit                                                            |            |                           | [ 124 ] |
| マウンテンビュー                                                               | 81,500     | Google and City of Mountain View                                            |            |                           | マウンテンビューコミュニティシャトル、電気バスサービス、毎日午前10時から午後6時まで |
| Muckleshoot Indian Reservation                                                 |            | Muckleshoot Indian Tribe                                                    |            |                           | [ 125 ] |
| Olympia/サーストン郡                                                           | 252,264    | Intercity Transit                                                           | 2020       | 2020年から2027年まで      | 5年間のパイロットプログラム、後に2027年まで延長 |
| パークシティ                                                                   | 8,300      | Park City Transit, High Valley Transit                                      |            |                           | スナイダービル盆地にもサービスを提供 |
| プロポ/オレム                                                                  | 215,175    | Utah Transit Authority                                                      | 2018       | 2018年以降                | ユタ・バレー・エクスプレス（UVx）バス・ラピッド・トランジット線のみ。UVXの運賃は、2021年まで連邦道路局の渋滞緩和および大気質改善助成金によって賄われている                                                      |
| ローム                                                                         | 37,746     | Rome Transit Department (RTD)                                               | 2021       | 2023 年12月29日まで(計画) | 新型コロナウイルス感染症（COVID-19）パンデミックへの対応で、2021年10月4日より無料の固定ルート交通サービスを開始。現在2023年12月29日まで有効                                                                     |
| en:Sandy, Oregon                                                               | 9,570      | Sandy Area Metro                                                            | 2000       | 2000年以降                | |
| Spokane Indian Reservation                                                     |            | Spokane Tribe of Indians                                                    |            |                           | [ 127 ] |
| スタンフォード                                                                 | 13,809     | Stanford Marguerite Shuttle                                                 |            |                           | |
| スタークビル                                                                   | 23,888     | Starkville-MSU Area Rapid Transit                                           |            |                           | |
| タコマ                                                                         | 216,279    | Sound Transit T Line                                                        | 2003       | 2023                      | 延長後に廃止 |
| タンパ                                                                         | 380,000    | TECO Line Streetcar                                                         | 2018       |                           | 2002年から有料サービスが開始され、2018年からは無料に |
| ツーソン                                                                       | 1,043,433  | Sun Tran                                                                    | 2020       |                           | 2020年春よりツーソン都市圏全域で運賃無料。当初はパンデミック中の一時的な措置であったが、現在は恒久的なものとなっている                                                                                          |
| Umatilla Indian Reservation                                                    |            | Confederated Tribes of the Umatilla Indian Reservation                      |            |                           | [ 130 ] |
| ミシガン大学, アナーバー                                                       | 120,000    | en:University of Michigan Transit Services                                  |            |                           | |
| ミネソタ大学ツインシティー校                                                   | 51,853     | U of M Transitway                                                           | 1992       | 1992年以降                | |
| en:Vail, Colorado                                                              | 4,589      |                                                                             |            |                           | 冬季は毎日20時間以上運行 |
| en:Vero Beach, Florida                                                         | 15,220     | GoLine                                                                      |            |                           | 14路線の無料公共交通は年間70万人の利用 |
| ワラワラ                                                                       | 50,600     | Valley Transit                                                              | 1981       | 2026年まで                | [ 131 ] |
| ウェストチェスター郡                                                           | 1,004,457  | Bee-Line Bus System                                                         | 2022       |                           | 6月1日から9月5日(レイバーデイ) |
| en:Wilmington, Vermont                                                         | 2,225      | Deerfield Valley Transit Association                                        | 1996       | 1996年以降                | サウスイースト・バーモント・トランジットが運営する13路線の無料公共交通。年間20万人利用 ベニントン と ブラトルポロ 間の通勤バスサービス「MOOver」を運行                                                          |
| ウィルソンビル                                                                 | 19,509     | South Metro Area Regional Transit                                           |            |                           | |
| ウースター                                                                     | 206,518    | Worcester Regional Transit Authority                                        | 2020       | 2020年以降                | 全バス無料 |
| en:Yakama Indian Reservation, Washington                                       |            | Confederated Tribes and Bands of the Yakama Nation                          |            |                           | [ 134 ] |
| アーバイン                                                                     | 307,670    | City of Irvine                                                              | 2024       | 2024年以降                | 地方自治体によって運営され、1年間のパイロットプログラムが開始 |

## 認識と分析
運賃無料の交通機関は、特にオフピーク時の利用者数と顧客満足度を向上させることが繰り返し実証されている。 いくつかの分析
 によると、乗客数は全体で15％、オフピーク時には約45％増加している。公共交通の運営者への影響は、乗客数の増加による遅れの問題や、若い乗客の騒々しさへの苦情などがあるが、運賃徴収に関して乗客と直接的な対立がなくなったことは明らかだ。 カリフォルニア大学ロサンゼルス校 が大学コミュニティの運賃を負担したところ、初年度に乗客数が56％増加し、自家用車の一人運転が20％減少した 。(ただし、より古い研究では、自動車の使用への測定可能な影響は示されていない)
アメリカ合衆国では、運賃収入は年間収益の約10%に過ぎないと見積もられ、残りは公的または民間の投資と広告で賄われている。そのため、政治家や、スウェーデンのネットワークPlanka.nuなどの社会正義擁護団体は、無料の公共交通は経済的不平等を減らす、低コストで大きな効果のある政策と考えている。また、通勤
手段は雇用主にとって労働時間の管理に不可欠であるため、公共交通の資金調達は個人や公的資金ではなく雇用主が行うべきだという主張もある。